# Lophocrama phoenicochlora
Lophocrama phoenicochlora är en fjärilsart som beskrevs av George Francis Hampson 1912. Lophocrama phoenicochlora ingår i släktet Lophocrama och familjen trågspinnare. Inga underarter finns listade i Catalogue of Life.